# 카빌인
카빌인(프랑스어: Kabyles, 베르베르어: Iqbayliyen 또는 Izwawen, 티피나그 문자: ⵉⵣⵡⴰⵡⵏ, 아랍어 알제리 방언: القبايل)은 알제리에 위치한 산지가 많은 베르베르 지역인 카빌리(프랑스어: Kabylie, 카빌어: Tamurt n Leqvayel)에서 기원한 베르베르인의 한 갈래이다. 카빌인은 카빌리의 연안 지역과 주르주라 산맥, 비방 산맥, 바보르 산맥 등 여러 산지 지역에 모여 산다. 19세기 말엽부터 카빌인은 알제리 최대의 베르베르어파 민족이었다. 카빌인은 알제리 독립부터 베르베르 정체성을 주장하는 데 있어 가장 호의적이었으며 · , 현재는 특히 알제같은 알제리의 다른 지역이나 프랑스의 재외 알제리인 가운데서 볼 수 있다.